# فياريجي
فياريجي (بالإيطالية: Viarigi)‏ هي بلدة وبلدية في مقاطعة أستي في إقليم بييمونتي في جنوب إيطاليا.

## السكان
في سنة 1861 بلغ عدد السكان 2٬461 نسمة، وتطور العدد ليصل في سنة 2018 لـ 879 نسمة.
يظهر هذا المخطط البياني تطور النمو السكاني لـ فياريجي